# Deux épigrammes de Clément Marot
Les Deux épigrammes de Clément Marot forment le premier recueil de mélodies composées par Maurice Ravel pour chant et piano, en 1896 et 1899, sur des poèmes de Clément Marot.

## Présentation
La 1re mélodie du recueil a en fait été composée après la 2e en 1899. La 2e mélodie a été composée avant la 1re, dès 1896, avec la mention « pour piano ou clavecin ».
Le cycle de deux mélodies, dédié au chanteur Lucien Hardy-Thé, a été créé le 27 janvier 1900 à la Salle Érard à Paris par le chanteur Lucien Hardy-Thé et par Maurice Ravel en personne au piano, au 280e concert de la Société nationale de musique. Par erreur, il est parfois indiqué que la création a incombé à « Mme Hardy-Thé».
La partition a d'abord été éditée aux éditions musicales Eugène Demets, 2, rue de Louvois à Paris, à l'emplacement actuel du département de la musique de la Bibliothèque nationale de France. Après le décès d'Eugène Demets en 1923, le fonds Demets est passé aux éditions Max Eschig, absorbées par les éditions Durand en 1987.
Dans le catalogue des œuvres du compositeur établi par Marcel Marnat, la pièce porte les numéros M.21 et M.10.

## Structure
Le cahier comprend deux mélodies dont les textes sont tirés de L'Adolescence clémentine de Marot :
1. D'Anne qui me jecta de la neige — Très lent.
2. D'Anne jouant de l'espinette — Très léger et d'un rythme précis.

La durée moyenne d'exécution intégrale est de quatre minutes trente environ.

## Analyse
En 1956, Vladimir Jankélévitch considère que les deux mélodies évoquent « les fastes pompeux d'une cour de la Renaissance : l'une, plus cérémonieuse peut-être, emploie le ton solennel et un peu fané de sol dièse mineur qui sera celui de la deuxième Mélodie grecque et l'autre, gentille ritournelle, suit en do dièse mineur son petit bonhomme de train pour conclure assez curieusement sur ce même accord de sol, c'est-à-dire sur la dominante. On imagine la mystérieuse claveciniste de Vermeer dévidant sur l'épinette, de ses doigts agiles, le bruyct doulx et mélodieux ».
La musicologue Marie-Claire Beltrando-Patier souligne que la modalité des mélodies « contribue à situer l’œuvre dans un temps indéterminé, mais ancien », et remarque que l'écriture est « exempte de tout flou impressionniste », de sorte que, « entre des essais symbolistes (Un grand sommeil noir) ou très marqués d'influences extérieures (Sainte), les Deux Épigrammes représentent une première apparition du caractère ravélien dans toute sa pureté, avec sa frénésie d'écriture et son ingénuité ».
Dans la première mélodie, D'Anne qui me jecta de la neige, est évoqué l'amour en termes symboliques, « à travers les métaphores de la glace et du feu » . L'ensemble est qualifié par Beltrando-Patier de « gracieux » et « marqué du sceau de la danse, tandis que les mesures impaires (
, 
) viennent suspendre la carrure et créer un certain égarement ». Le compositeur use de quintes et octaves parallèles.
La deuxième mélodie, D'Anne jouant de l'espinette, peut être accompagnée au piano avec sourdine ou au clavecin, figurant le « bruy et doux et mélodieux » de l'épinette. Les prélude et postlude de la pièce sont d'ailleurs destinés à l'instrument d'accompagnement seul, sans la voix : « Volubile, précise, à la limite du frénétique, l'épinette scande ses rythmes avec une régularité d'horloge, tandis que le texte s'inscrit, flottant, dans une mesure impaire ( 
) ».
Le recueil a fait l'objet d'une orchestration par Maurice Delage.

## Discographie
- Jacques Herbillon, baryton, et Théodore Paraskivesco, Arpège, 1977 et Calliope (CAL 4856), 2004.
- Gérard Theruel, baryton, et David Abramovitz, piano, Naxos (8.554176-77), 2003.
- Maurice Ravel : The Complete Works, CD 13, par Jean-Christophe Benoît (baryton) et Aldo Ciccolini (clavecin et piano), Warner Classics 0190295283261, 2020.

### Écrits de Maurice Ravel
- Maurice Ravel, L'intégrale : Correspondance (1895-1937), écrits et entretiens : édition établie, présentée et annotée par Manuel Cornejo, Paris, Le Passeur Éditeur, 2018, 1769 p. (ISBN 978-2-36890-577-7 et 2-36890-577-4, BNF 45607052)

### Monographies
- Vladimir Jankélévitch, Ravel, Paris, Seuil, coll. « Solfèges », 1956, rééd. 1995, 220 p. (ISBN 978-2-02-023490-0 et 2-02-023490-4) Réédition d'un ouvrage d'abord paru aux éditions Rieder en 1937
- Roland-Manuel, À la gloire de... Maurice Ravel, Paris, Nouvelle Revue Critique, 1938 (BNF 32580891), p. 221
- Marcel Marnat, Maurice Ravel, Paris, Fayard, coll. « Indispensables de la musique », 1986 (ISBN 2-213-01685-2, BNF 43135722), p. 59-60, 727-728, 731.
- Christian Goubault, Maurice Ravel : le jardin féerique, Paris, Minerve, 2004, 357 p. (ISBN 2-86931-109-5, BNF 39264179).
- Bénédicte Palaux Simonnet, Maurice Ravel, Paris, Bleu Nuit éditeur, 2019, 176 p. (ISBN 978-2-35884-085-9).

### Articles et chapitres de livres
- Arthur Hoérée, « Les mélodies et l’œuvre lyrique », La Revue musicale, no 6,‎ 1er avril 1925, p. 47-64 Article paru dans un numéro spécial Maurice Ravel à l'occasion du cinquantième anniversaire du compositeur le 7 mars 1925, passage sur les Deux épigrammes de Clément Marot, p. 48-49
- Marie-Claire Beltrando-Patier, « Maurice Ravel », dans Brigitte François-Sappey et Gilles Cantagrel (dir.), Guide de la mélodie et du lied, Paris, Fayard, coll. « Les Indispensables de la musique », 1994, 916 p. (ISBN 2-213-59210-1), p. 522-534. Passage sur les Deux épigrammes de Clément Marot, p. 525